# Huamantla
Huamantla è una città messicana, localizzata nello stato del Tlaxcala e capoluogo della omonima municipalità.
La municipalità conta 84.979 abitanti (2010) e ha un'estensione di 340,33 km².
Dal 2007 è stata inserita nel programma Pueblos Mágicos.